# Запис Полуга Михаила јабука (Парменац)
Запис Полуга Михаила јабука (Парменац) се налази на парцели чији је власник Полуга Михаило.

## Локација
| Општина             | Чачак                                                                       |
| Катастарска општина | Парменац                                                                    |
| Потес               | Парлог                                                                      |
| Координате          | 43° 52′ 56″ С; 20° 17′ 44″ И / 43.882100000000001° С; 20.295500000000001° И |
| Надморска висина    | 449m                                                                        |

## Карактеристике
Дендрометријске вредности утврђене на терену и сателитским снимцима:
| Стабло                     | Јабука |
| Висина стабла              | m      |
| Обим дебла                 | m      |
| Пречник крошње             | 4m     |
| Пречник дебла              | m      |
| Висина дебла до прве гране | m      |

## База записа
Запис је у оквиру Викимедија пројекта "Запис - Свето дрво" заведен под редним бројем 0914.